# Опорезивање у Србији
Опорезивање у Србији састоји се од следећег: стандардна стопа пореза на добит у Србији је 15%, иако би се могли применити неки одбици.  Стандардна стопа ПДВ-а је 20%, а нижа стопа је 10%.  На приходе од дивиденди се плаћа порез од 15%.  Србија има пореске споразуме са већином земаља у Европи, али са неколико ван ње. 
Стандардна стопа пореза која се примењује је 10%. Ако појединац зарађује више од 3 пута просечне плате, примењује се додатна пореска стопа од 10%. За особу која зарађује шестоструку просечну плату, додаје се додатних 15% на претходно поменуте порезе. Мора бити јасно да се све описане пореске стопе примењују кумулативно, једна на другу. 
Обавезни доприноси за државна средства запосленог, до одређеног износа, обухватају: 
- 14% државни пензиони фонд
- 5,15% државног здравственог фонда
- 0,75% осигурање за случај незапослености

Обавезни доприноси за државна средства од стране послодавца, такође ограничени, укључују:
- 12% државни пензиони фонд
- 5,15% државног здравственог фонда
- 0,00% осигурање за случај незапослености

Ефективна стопа пореза на доходак грађана је дакле негде у распону од 20–41%.  Капитална добит не подлеже порезу на доходак грађана.